# Piotr Stępień
Piotr Stępień (né le 24 octobre 1963 à Radomsko) est un lutteur polonais.

## Biographie
Après sa carrière sportive, il prend les fonctions d'entraineur et conduit l'équipe nationale aux JO de 2000.

## Palmarès

### Jeux olympiques
- Médaille d'argent en moins de 82 kg aux Jeux olympiques de 1992 à Barcelone (Espagne).

### Championnats d'Europe
- Médaille d'argent en catégorie des moins de 82 kg en 1989